# Kasturbhai Lalbhai Museum

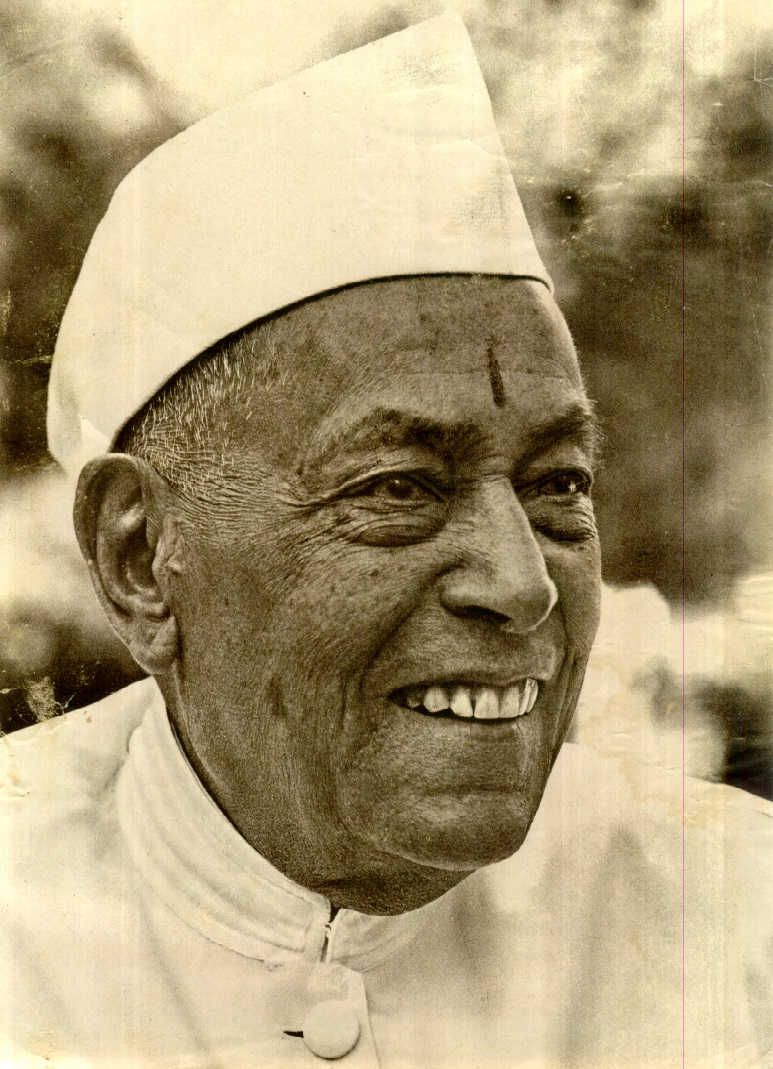
De naamgever van het museum, Kasturbhai Lalbhai

Kasturbhai Lalbhai Museum is een museum voor Indiase kunst in Ahmedabad in de Indiase deelstaat Gujarat. Het museum werd in januari 2017 opgericht door de kleinzoon van de rijke zakenman Kasturbhai Lalbhai (1894-1980), Sanjay Lalbhai en diens vrouw. De collectie van het museum, gevestigd in twee gebouwen in de wijk Shahibaug, omvat onder andere miniaturen en andere schilderingen, stenen beelden en de brons-collectie van de familie van Rabrindanath Tagore. In een van de gebouwen wordt hedendaagse kunst tentoongesteld.